# Dixor
Dixor is een historisch klein Frans merk van motorfietsen.
Dixor speelde in op de populariteit van bromfietsen in Frankrijk in de jaren vijftig, maar de productie begon in 1951 en eindigde al in 1956.